# Leonhard Meisser (Kirchenlieddichter)
Leonhard Meisser (* 21. Dezember 1803 in Davos; † 29. Februar 1872 in Chur) war ein Schweizer reformierter Geistlicher und Kirchenlieddichter.

## Leben
Leonhard Meisser wurde als Sohn des Landwirtes Simon Meisser und dessen Frau Anna Büsch geboren. Bereits in jungem Alter entschied Meisser sich, Pfarrer zu werden. Seine Eltern waren dagegen, da sie der Ansicht waren, das Ziel sei für ihren Sohn nicht zu erreichen. Die Hungersnot 1817/1818 bestätigte die Meinung der Eltern. 1820 konnte Meisser seine Eltern überzeugen und besuchte fortan die Bündner Kantonsschule in Chur. Am dort angeschlossenen Theologischen Institut plante er eine vierjährige Ausbildung, um in die Bündner Synode aufgenommen zu werden. Das Institut sollte ein Studium an einer Universität ersetzen, um durch eine schnellere und günstigere Lehre den Pfarrermangel im Kanton aufzuheben. Trotz dieser Umstände musste Meisser sein Studium unterbrechen, um zwei Jahre lang als Hauslehrer einer Familie in Reichenau GR tätig zu sein, damit er die Mittel zur Finanzierung des Studiums am Institut aufbringen konnte.
In dieser Zeit des Studiums fragte er sich, ob er Pfarrer oder Lehrer werden sollte. Seine Matura jedenfalls bestand er an der Kantonsschule am 11. Oktober 1838 und verbrachte die folgenden drei Jahre am Theologischen Institut. In Chur nahm man ihn am 20. Juni 1841 in die Bündner Synode auf, womit ihm erlaubt wurde, im Kanton als Pfarrer tätig zu sein. Wenige Wochen später übernahm Meisser die Pfarrstelle in Tschappina. Anfang Juni 1843 wechselte er nach Tenna GR, wo er zwei Jahre später in sein eigenes Pfarrhaus einzog. Nebenbei betrieb er wie schon seine Eltern Landwirtschaft. In dieser Zeit beschäftigte er sich auch mit dem Dichten und Sammeln von Kirchenliedern.
1849 wurde er nach Wiesen gesandt, wo er ein Werk für die dortige Schule herausgab. Am 30. Dezember 1853 verstarb seine Frau an Tuberkulose. Meisser war darüber sehr bekümmert und verfasste einige Kirchenlieder. Drei Jahre später heiratete er erneut. 1859 übernahm er die Pfarrstelle in Maladers; auch dort veröffentlichte er eine Sammlung von Gedichten. Ebenfalls setzte er sich für das Schulwesen ein und veröffentlichte ein weiteres Werk für die Schule.
Im Winter 1862 erkrankte Meisser an Tuberkulose. Die Krankheit liess im Frühling 1865 nach, allerdings war er dadurch dermassen geschwächt, dass er das Pfarramt in Maladers aufgab und in den Ruhestand trat. Trotzdem übernahm er das Pfarramt in Valzeina. Diese Gemeinde umfasste damals nur 230 Personen, trotzdem fühlte sich Meisser bald überfordert, weil die Gemeindemitglieder zu weit voneinander entfernt lebten. Im Juni des folgenden Jahres verliess er die Gemeinde wieder, gab seine Pfarrtätigkeit aber immer noch nicht ganz auf, sondern führte sie seit September des 1866 in Schuders fort, der kleinsten Gemeinde des Kantons.
Am 1. Januar 1869 gab Meisser wegen seiner gesundheitlichen Lage das Pfarramt endgültig auf. Er zog nach Chur und verstarb dort am 29. Februar 1872 im Alter von 68 Jahren.

## Werke
- Geistliche Harfenklänge (Chur/Leipzig 1847)
- Aufgabensammlung zu Stilübungen für die Volksschulen. Ein praktisches Hülfsmittel für Volksschullehrer, gesammelt und bearbeitet (Chur 1851)
- Der deutsche Aufsatz und dessen Behandlung in der Volksschule. Ein Hülfsmittel für die Lehrer an derselben, gesammelt und bearbeitet. Erste Abtheilung: Durchgeführte Aufgaben für die Unterschule nebst einer kurzen und fasslichen Gebrauchsanweisung (Chur 1862)
- Zweite Abtheilung: Durchgeführte Aufgaben für die Mittelschule nebst einem Anhang über Behandlung und Arten die Aufsätze (Chur 1862)
- Neue Harfenklänge. Eine Liedergabe für das christliche Haus (Bern 1863)
- Der deutsche Aufsatz und dessen Behandlung in der Volksschule. Dritte Abtheilung: Durchgeführte Aufgaben für die Oberschule nebst einer Sammlung von Dispositionen und Thematen und, einem Anhang, enthaltend: Geschäftsaufsätze (Bern 1875)